# Савин-ле-Лак (кантон)
Сави́н-ле-Лак (фр. Savines-le-Lac) — кантон во Франции, находится в регионе Прованс — Альпы — Лазурный Берег, департамент Верхние Альпы. Входит в состав округа Гап.
Код INSEE кантона — 0521. Всего в кантон Савин-ле-Лак входит 6 коммун, из них главной коммуной является Савин-ле-Лак.

## Коммуны кантона
| Коммуна        | Население, чел. (1999) | Почтовый индекс | Код INSEE |
| -------------- | ---------------------- | --------------- | --------- |
| Ле-Соз-дю-Лак  | 87                     | 05160           | 05163     |
| Пюи-Саньер     | 155                    | 05200           | 05111     |
| Пюи-Сент-Эзеб  | 115                    | 05200           | 05108     |
| Реаллон        | 194                    | 05160           | 05114     |
| Савин-ле-Лак   | 1061                   | 05160           | 05164     |
| Сент-Аполлинер | 106                    | 05160           | 05130     |

## Население
Население кантона на 2007 год составляло 1 911 человек.
| 1962 | 1968  | 1975  | 1982  | 1990  | 1999  | 2006 | 2007  | 2008 |
| ---- | ----- | ----- | ----- | ----- | ----- | ---- | ----- | ---- |
| 898  | 1 171 | 1 169 | 1 191 | 1 314 | 1 472 | —    | 1 911 | —    |